# Wild Bill Davis
Wild Bill Davis (Glasgow, 1918. november 24. – Moorestown Township, 1995. augusztus 17.) amerikai dzsesszorgonista, zongorista, hangszerelő.

## Pályakép
Édesapja hivatásos énekes volt, zenét először tőle tanult. Davis a Missouri állambeli Glasgow-ban született, és a kansasi Parsonsban nőtt fel. Zenei továbbképzést az alabamai Tuskegee Institute-ban (ma Tuskegee University) és a texasi Marshallban, a Wiley College-ban kapott. Pályája elején Fats Waller és Art Tatumvoltak mintaképei.
Wild Bill Davis zongorázott és gitározott is. 1940-ben Milt Larkins számára hangszerelt. 1949-ben a Hammond orgonára szakosodott. 1951-ben saját triójában játszott először szólistaként a Hammond orgonán Bill Jennings gitárossal és Chris Columbus dobossal. Az 1950-es években a Hammond orgona vezető dzsesszhangszere lett Davisnek.Többek között  Count Basie-t is arra ösztönözte, hogy érdeklődjön a hangszer iránt. Count Basie jól ismert 1955-ös párizsi felvétele a David trió feldolgozásán alapul.
Davis számos saját triófelvétele közül említésre méltó a „Things Ain't What They Used To Be” és a„ Make No Mistake” (1950) Duke Ellingtonnal és Jo Jones-szal. 
Ray Brownnal és Milt Jacksonnal, Ella Fitzgeralddal, Johnny Hodges-szal, Gloria Lynne-nel, Floyd Smith-szel és Eddie „Cleanhead” Vinsonnal is készített felvételeket. Az 1960-as években Davis saját zenekaraival dolgozott.  1969 és 1971 között ismét Duke Ellingtonnal játszott. Az 1970-es években számos swing lemezt vett fel. Játszott Lionel Hamptonnal is, és a 90-es évek elején fesztiválokon is fellépett.

## Lemezválogatás
- 1959: In The Groove! (1959–1960) + George Clarke, Bill Jennings, Grady Tate
- 1959: In The Mellow Tone (1959–1960)
- 1986: Live at Swiss Radio Studio Zürich (Jazz Connaisseur) + Clifford Scott, Dickie Thompson, Clyde Lucas
- 1987: 70th/30th Anniversary Live Concert, LP
- Discography

## Filmek
- Wild Bill Davis az IMDb-n

## Fordítás
Ez a szócikk részben vagy egészben  a   Wild Bill Davis című német Wikipédia-szócikk ezen változatának fordításán alapul.  Az eredeti cikk szerkesztőit annak laptörténete sorolja fel. Ez a jelzés csupán a megfogalmazás eredetét és a szerzői jogokat jelzi, nem szolgál a cikkben szereplő információk forrásmegjelöléseként.